# He Ain't Heavy, He's My Brother (Gotthard)
He Ain't Heavy He's My Brother è un singolo del gruppo rock svizzero Gotthard del 1996, cover dell'omonimo brano di Kelly Gordon.

## Composizione e pubblicazione
La canzone è stata registrata per il terzo album in studio della band G. nel 1996. È stata pubblicata come terzo e ultimo singolo estratto dall'album, raggiungendo la posizione numero 10 della classifica svizzera. La canzone è stata accompagnata da un video musicale ed appare esclusivamente nella versione europea dell'album.

### Tracce
CD-Maxi Ariola 74321-40965-2
1. He Ain't Heavy, He's My Brother – 4:35 (Bobby Scott, Bob Russell)
2. All I Care For – 3:09 (Steve Lee, Leo Leoni)
3. One Life, One Soul – 3:58 (Lee, Leoni, Chris von Rohr)

### Classifiche
| Classifica (1996) | Posizione massima |
| ----------------- | ----------------- |
| Svizzera          | 10                |